# 彼杵駅
彼杵駅（そのぎえき）は、長崎県東彼杵郡東彼杵町蔵本郷にある、九州旅客鉄道（JR九州）大村線の駅である。
東彼杵町の中心駅で快速「シーサイドライナー」も停車する。

## 歴史

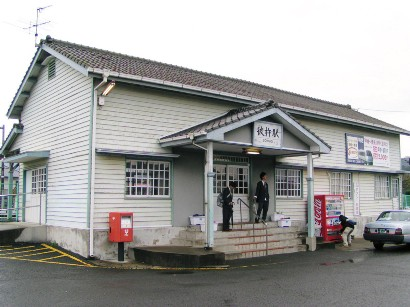
解体された旧駅舎（2005年3月）

- 1898年（明治31年）1月20日：九州鉄道の駅として開設[2]。
- 1907年（明治40年）7月1日：九州鉄道が国有化され、帝国鉄道庁に移管[2]。
- 1984年（昭和59年）2月1日：駅員無配置駅となる[3][4]。
- 1987年（昭和62年）4月1日：国鉄分割民営化に伴い、九州旅客鉄道（JR九州）の駅となる[2]。
- 2007年（平成19年）：駅舎改築[1]。
- 2022年（令和4年）
  - 3月11日：この日限りで切符売り場が営業終了[5]。
  - 3月12日：無人駅化[5]。
- 2025年（令和7年）：ICカード「SUGOCA」を導入（予定）[6]。

## 駅構造
相対式ホーム2面2線を有する地上駅。跨線橋は無く2本のホーム間は駅の構内千綿方の構内踏切で結ばれる。
かつてはJR九州サービスサポートが駅業務を行う業務委託駅で、きっぷうりばが設置されていた。

### のりば
| のりば | 路線    | 方向 | 行先             |
| ------ | ------- | ---- | ---------------- |
| 1      | ■大村線 | 上り | 早岐・佐世保方面 |
| 2      | ■大村線 | 下り | 諫早・長崎方面   |

## 利用状況
- 2019年度の1日平均乗車人員は305人である[9]。

| 乗車人員推移 | 乗車人員推移 |
| 年度         | 1日平均人数  |
| ------------ | ------------ |
| 2000         | 404          |
| 2001         | 397          |
| 2002         | 400          |
| 2003         | 383          |
| 2004         | 359          |
| 2005         | 360          |
| 2006         | 356          |
| 2007         |              |
| 2008         |              |
| 2009         |              |
| 2010         | 334          |
|              |              |
| 2016         | 345          |
| 2017         | 328          |
| 2018         | 315          |
| 2019         | 305          |
| 2020         | 非公開       |

## 駅周辺
東彼杵町の中心部。駅前にタクシーが客を待っていることがある。
駅前南側を大村線に並行する形で国道205号が通っている。また、駅の南東約1kmの場所に国道205号の終点となる江頭交差点があり、国道34号と接続している。その東側には長崎自動車道東そのぎインターチェンジがある。
- 東彼杵町役場
- 彼杵郵便局
- 東彼杵町立彼杵小学校
- 東彼杵町立東彼杵中学校
- ひさご塚古墳
- 道の駅彼杵の荘

## バス路線
- JR九州バス - 嬉野温泉・武雄温泉駅方面（嬉野線）
- 東彼杵町営バス - 駅から少し離れている。

## 隣の駅
九州旅客鉄道（JR九州）
■大村線
■快速「シーサイドライナー」
川棚駅 - 彼杵駅 - （長崎行の一部は大村車両基地駅） - 竹松駅
■区間快速「シーサイドライナー」・■普通
川棚駅 - 彼杵駅 - 千綿駅